# Aeropuerto de Leipzig/Halle
El Aeropuerto de Leipzig/Halle (en alemán: Flughafen Leipzig/Halle) (IATA: LEJ, OACI: EDDP), también conocido como Aeropuerto de Schkeuditz, se encuentra en Schkeuditz, Sajonia, y presta servicio tanto a Leipzig (Sajonia) como a Halle (Sajonia-Anhalt), Alemania.

## Historia
El aeropuerto fue construido en 1927 sobre la base del aeródromo creado previamente por el duque Ernesto II de Sajonia-Altenburgo.

## Transporte

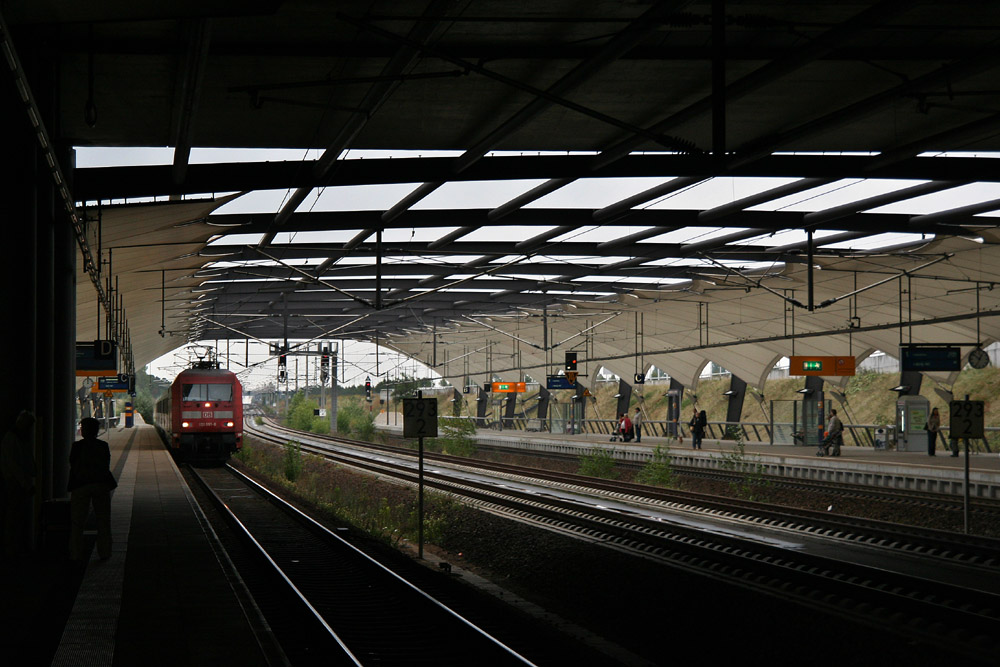
Estación de tren del aeropuerto.

El aeropuerto cuenta con una estación de tren con conexiones regionales a ciudades como Magdeburgo y Dresde. Hay un servicio rápido directo a Leipzig y a Halle.

## Propiedad del terreno
Aunque el aeropuerto es conocido como "Leipzig/Halle", los impuestos sobre el terreno del aeropuerto son recaudados por el distrito de Delitzsch. Un acuerdo entre las ciudades de Leipzig y Delitzsch llevó a un intercambio de terreno. Como resultado de este acuerdo, Leipzig obtuvo la propiedad de los terrenos fuera de aeropuerto y Delitzsch obtuvo en el 2007, el 100% del terreno ocupado por el aeropuerto. Actualmente el distrito de Delitzsch, siendo propietaria del terreno, recauda los impuestos que gravan el terreno y las utilidades del aeropuerto.

## Aerolíneas y destinos

### Pasajeros
| Aerolíneas                                                         | Destinos |
| ------------------------------------------------------------------ | --- |
| Austrian Airlines operado por Tyrolean Airways                     | Viena |
| Condor                                                             | Agadir, Fuerteventura, Gran Canaria, Hurghada, Tenerife Sur Estacional: Antalya, Burgas, Corfú, Djerba, Madeira, Heraklion, Ibiza, Kos, Lanzarote, Palma de Mallorca, Rodas |
| Express Airways                                                    | Estacional: Bol (empieza el 15 de mayo de 2015) |
| Germanwings                                                        | Colonia/Bonn, Stuttgart Estacional: Jerez de la Frontera |
| Germanwings operado por Eurowings                                  | Düsseldorf |
| Lufthansa                                                          | Frankfurt |
| Lufthansa Regional operado por Lufthansa CityLine                  | Frankfurt, Múnich |
| Ryanair                                                            | Londres-Stansted |
| SunExpress Deutschland                                             | Marsa Alam, Sharm el-Sheikh Estacional: Antalya, Dubrovnik (empieza el 4 de mayo de 2015), Enfidha (empieza el 5 de mayo de 2015), Fuerteventura, Gaziantep (empieza el 30 de marzo de 2015), Gazipaşa, Gran Canaria, Heraklion, Hurghada, Lanzarote, La Palma, Luxor, Palma de Mallorca, Paphos, Rodas, Salalah, Split (empieza el 1 de mayo de 2015), Taba, Tenerife Sur, Varna |
| Swiss International Air Lines operado por Swiss European Air Lines | Zúrich (empieza el 2 de abril de 2015) |
| TUIfly                                                             | Estacional: Antalya, Heraklion, Palma de Mallorca, Rodas |
| Turkish Airlines                                                   | Istanbul-Atatürk |
| Vueling                                                            | Estacional: Barcelona |

## Estadísticas

Plano general del aeropuerto

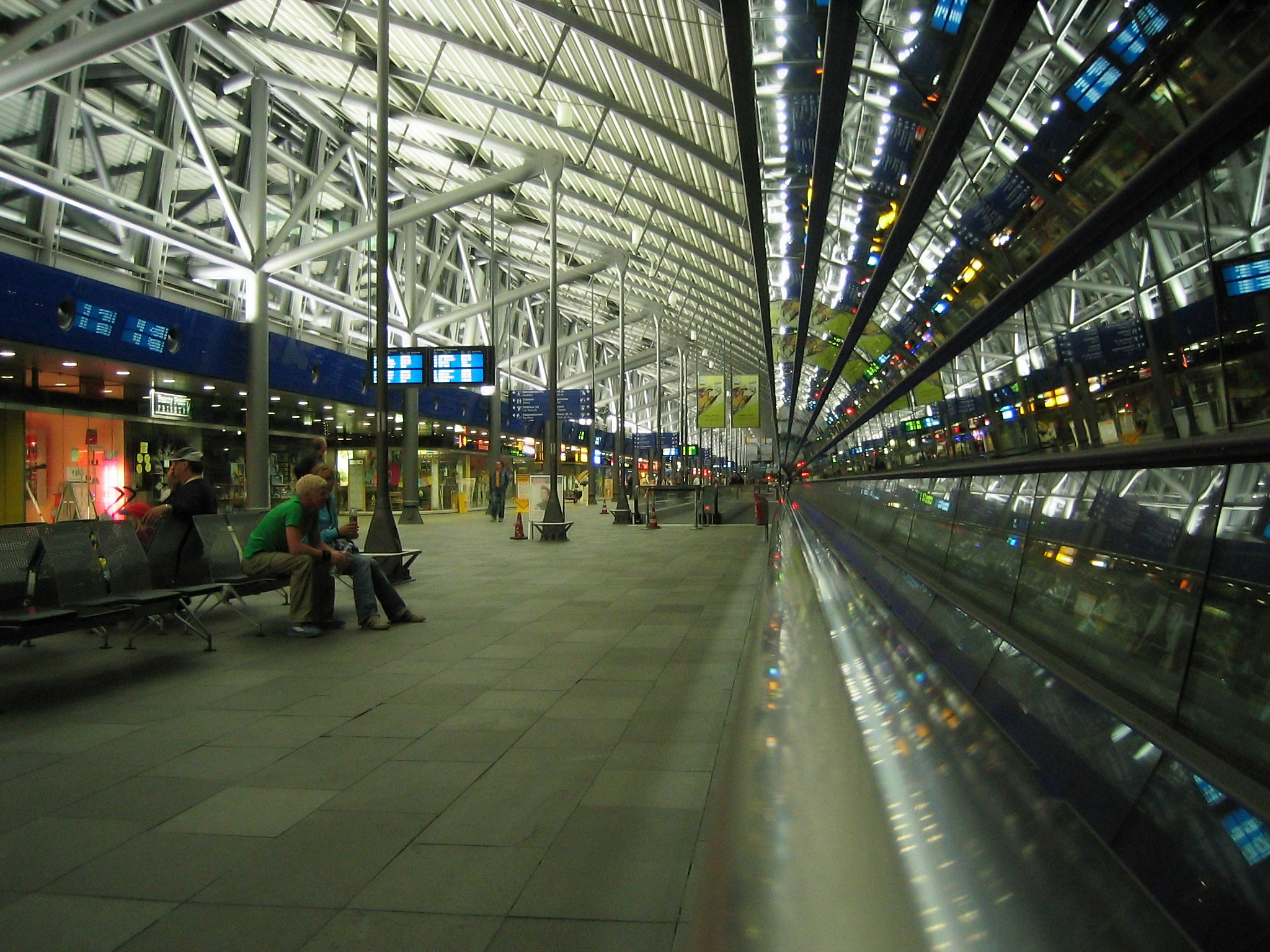
Zona entre la estación de tren y las llegadas y salidas.

Ver fuente y consulta Wikidata.
|                                                  | Pasajeros | Operaciones | Carga (toneladas) |
| ------------------------------------------------ | --------- | ----------- | ----------------- |
| 1990                                             | 274,878   | 9,549       | 366               |
| 1991                                             | 634,424   | 26,089      | 4,372             |
| 1992                                             | 1,073,378 | 42,960      | 8,611             |
| 1993                                             | 1,521,436 | 48,510      | 17,482            |
| 1994                                             | 1,901,797 | 52,590      | 23,189            |
| 1995                                             | 2,104,822 | 53,807      | 25,225            |
| 1996                                             | 2,186,649 | 50,298      | 22,410            |
| 1997                                             | 2,248,852 | 47,284      | 17,220            |
| 1998                                             | 2,108,779 | 43,778      | 12,866            |
| 1999                                             | 2,162,769 | 47,944      | 15,220            |
| 2000                                             | 2,288,931 | 47,030      | 17,086            |
| 2001                                             | 2,185,130 | 42,408      | 15,799            |
| 2002                                             | 1,988,854 | 41,209      | 16,882            |
| 2003                                             | 1,955,070 | 40,303      | 17.559            |
| 2004                                             | 2,041,046 | 39,316      | 12,575            |
| 2005                                             | 2,127,895 | 37,905      | 15,641            |
| 2006                                             | 2,348,011 | 42,417      | 29,330            |
| 2007                                             | 2,723,000 | 50,972      | 101,364           |
| 2008                                             | 2,462,256 | 59,924      | 442,453           |
| 2009                                             | 2,421,382 | 60,150      | 524,082           |
| 2010                                             | 2,348,597 | 62,247      | 663,024           |
| 2011                                             | 2,266,743 | 64,097      | 760,344           |
| 2012                                             | 2,286,151 | 62,688      | 863,665           |
| Source: Leipzig/Halle Airport Traffic statistics |           |             |                   |